# Юлиеги (приток Тулоксы)
Юлиеги — река в России, протекает по Олонецкому району Карелии. Устье реки находится в 27 км по правому берегу реки Тулоксы. Длина реки составляет 15 км.
Принимает правые притоки — Пертою и Руизою.

## Данные водного реестра
По данным государственного водного реестра России относится к Балтийскому бассейновому округу, водохозяйственный участок реки — Водные объекты бассейна оз. Ладожское без рр. Волхов, Свирь и Сясь, речной подбассейн реки — Нева и реки бассейна Ладожского озера (без подбассейна Свирь и Волхов, российская часть бассейнов). Относится к речному бассейну реки Нева (включая бассейны рек Онежского и Ладожского озера).
Код объекта в государственном водном реестре — 01040300212102000011686.